# Alcidion albosparsus
Alcidion albosparsus là một loài bọ cánh cứng trong họ Cerambycidae.